# Hazka
Hazka era una ciutat de la zona fronterera entre els hitites i Mitanni que va formar un estat independent cap al segle xvi aC i va caure sota influència de Mitanni fins que a finals del segle xv aC l'Imperi Hitita la va sotmetre. Potser l'any 1360 aC el rei Tushratta de Mitanni hi va afavorir una revolta. Subiluliuma I, que probablement encara només era príncep hereu hitita, va anar a la zona i va derrotar els rebels. Les tauletes afegeixen que els que havien escapat de la mà de Subiluliuma van fugir tots cap a Ishuwa.